# Novosedly (Rybník)
Novosedly (německy Neubäu) je zaniklá vesnice na území obce Rybník v okrese Domažlice.
Nachází se asi 4 km na sever od Rybníka.

## Historie
První písemná zmínka o vesnici pochází z roku 1654, kdy je v berní rule uváděna v panství Újezdu Svatého Kříže. Podle německé literatury byla ves založena kolem roku 1500. Pod vsí stával na Radbuze mlýn a od něj stoupala cesta do vsi, při které vznikaly další usedlosti. Na vyvýšeném místě stával pseudogotický kostel svatého Jiří. Nad stavbou se nad jejím štítem zvedala dřevěná věžička, završená cibulovou bání s lucernou.
Po roce 1945 došlo k odsunu německého obyvatelstva a odlehlá a špatně přístupná vesnice již nebyla dosídlena a v průběhu 50. let 20. století zbořena.
Novosedly byly v roce 1869 pod názvem Neubäu obcí v okrese Horšovský Týn, v letech 1880–1910 a v letech 1921–1930 pod názvem Neubau obcí v okrese Horšovský Týn, v roce 1950 osadou obce Rybník. V dalších letech se jako osada neuvádí.
V roce 2019 zde skupina skautů začala odkrývat základy zbořeného kostela, ovšem záměr nebyl dokončen. Z odkrytých základů lze konstatovat, že kostelík měl rozměry 7x11 metrů a byl ukončen trojbokým závěrem.

## Obyvatelstvo
Sommerova topografie z roku 1839 popisuje ve vsi 24 usedlostí a 171 obyvatel.
Při sčítání lidu v roce 1921 zde žilo 290 obyvatel, všichni německé národnosti. K římskokatolické církvi se hlásilo 289 obyvatel, jeden byl bez vyznání.
| Rok            | 1869 | 1880 | 1890 | 1900 | 1910 | 1921 | 1930 | 1950 | 1961 | 1970 | 1980 | 1991 | 2001 | 2011 |
| -------------- | ---- | ---- | ---- | ---- | ---- | ---- | ---- | ---- | ---- | ---- | ---- | ---- | ---- | ---- |
| Počet obyvatel | 185  | 219  | 215  | 254  | 262  | 290  | 298  | —    | —    | —    | —    | —    | —    | —    |
| Počet domů     | 26   | 31   | 31   | 32   | 33   | 35   | 42   | 24   | —    | —    | —    | —    | —    | —    |